# Commelina bambusifolia
Commelina bambusifolia là một loài thực vật có hoa trong họ Commelinaceae. Loài này được Matuda mô tả khoa học đầu tiên năm 1955.